# Штучная мозаика

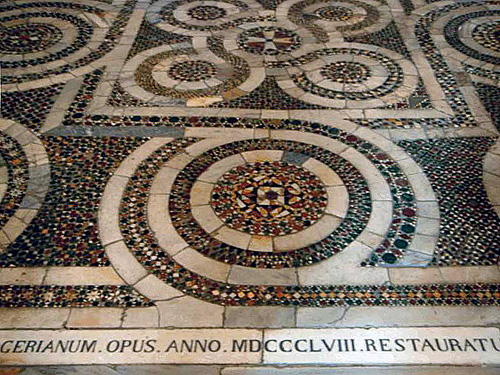
Средневековый пол в стиле косматеско

Штучная, или сектильная, мозаика (лат. opus sectile) — разновидность мозаики, особенно популярной в Древнем Риме, которую использовали для настила каменных полов. Вместо одинаковых по размеру кусочков смальты в штучной мозаике используют разные по форме и размеру шлифованные пластинки мрамора или другого натурального камня, относительного крупного размера, вырезанные по контуру изображения. Отсюда латинское название:  «сектильная работа» .

## Происхождение
Ранние образцы штучной мозаики были найдены в Египте и Малой Азии, но широкое распространение техника получила в поздней античности (IV век н. э.) на западе и на востоке Римской империи. Прекрасные образцы времён Константина уцелели в римской базилике Юния Басса. Популярность штучной мозаики сохранилась на несколько веков и в 6 веке н. э. дошла до Константинополя (ныне Стамбул). Особенно примечательна серия стеклянных панелей, найденных в возможном святилище Исиды в восточном коринфском порту Кенхреи в ходе раскопок, проведенных в 1960-х годах. На панелях изображены знаменитые авторы, такие как Гомер и Платон, пейзажи Нила, портовые города и геометрические орнаменты. В ходе археологических работ в 2016 году в Иерусалиме было обнаружено достаточное количество фрагментов мозаичного пола на Храмовой горе, чтобы восстановить его геометрические рисунки.

## Позднее применение
Несмотря на то, что в Риме эта техника была забыта с упадком империи, она по-прежнему использовалась в византийских церквях, прежде всего при настиле полов. Из Византии штучная мозаика вернулась на территорию нынешней Италии в XII веке в виде стиля косматеско, в основе которого лежали геометрические узоры. Свое название стиль получил в честь выдающихся итальянских мастеров Средневековья Космати.
В технике штучной мозаики также выполнен пол Палатинской капеллы в Палермо.

Мозаики базилики Юния Басса
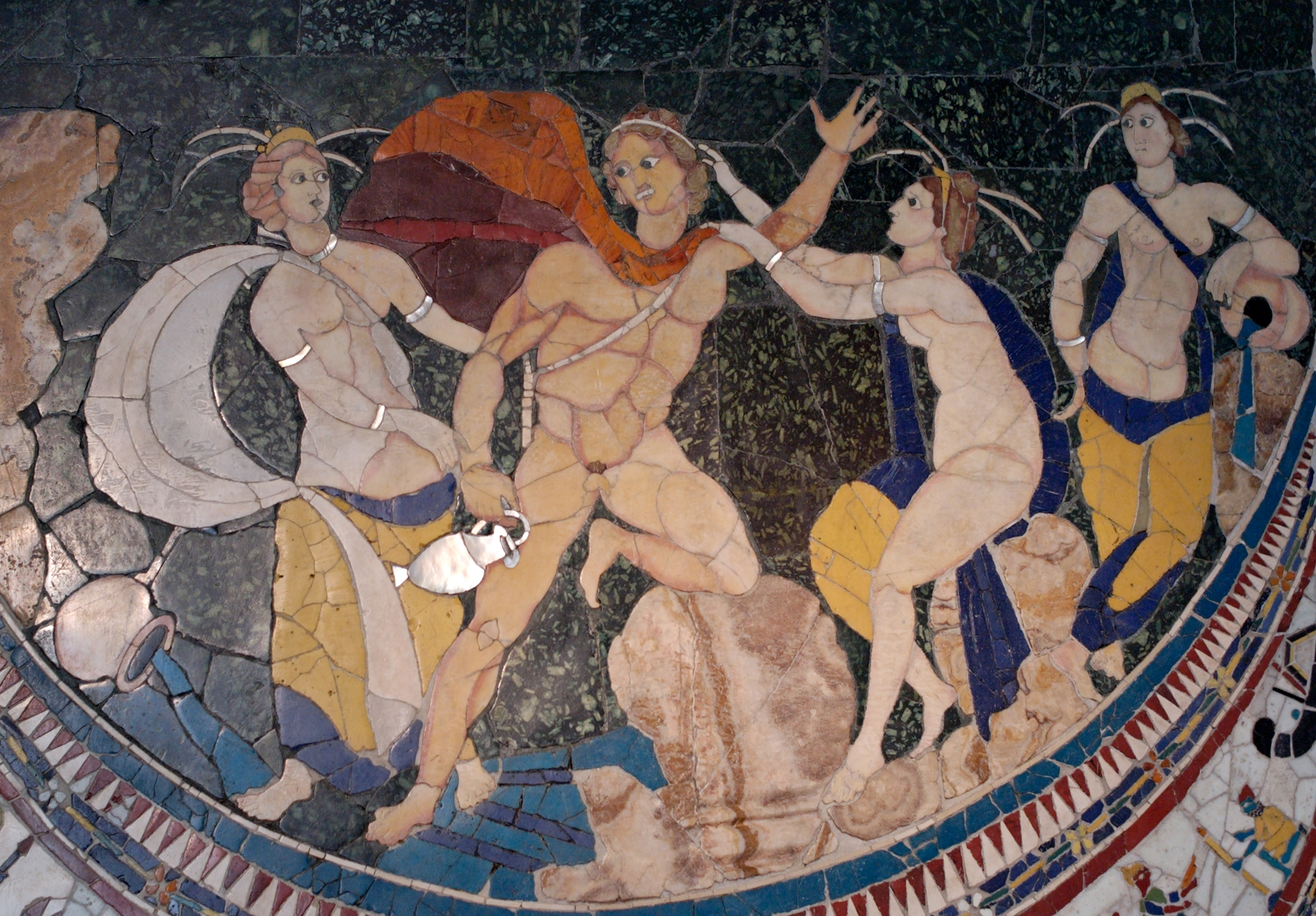
Похищение Гиласа нимфами
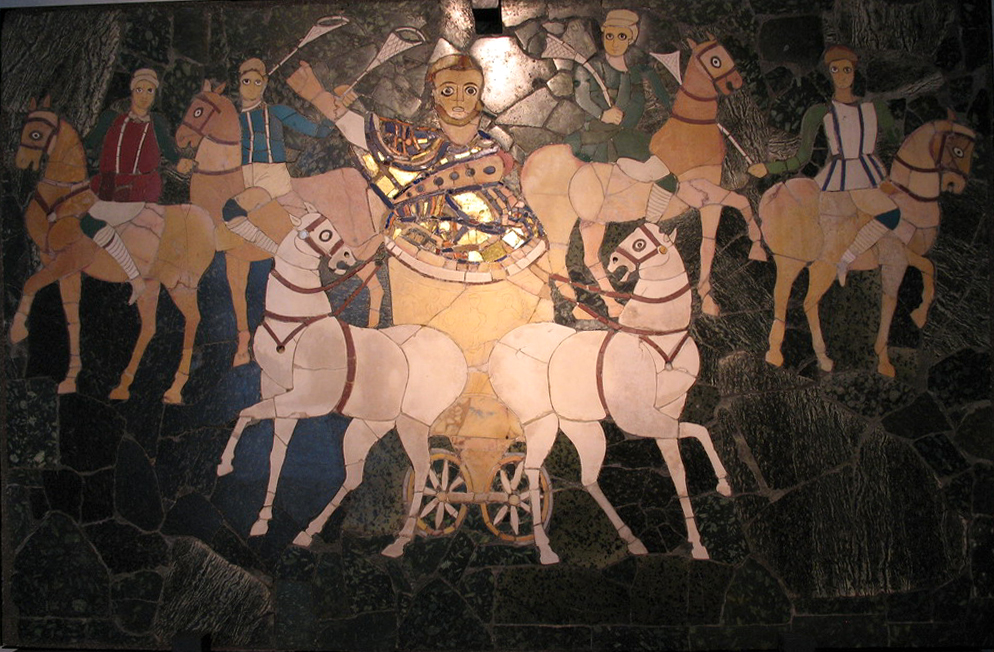
Юний Анний Басс в консульской процессии
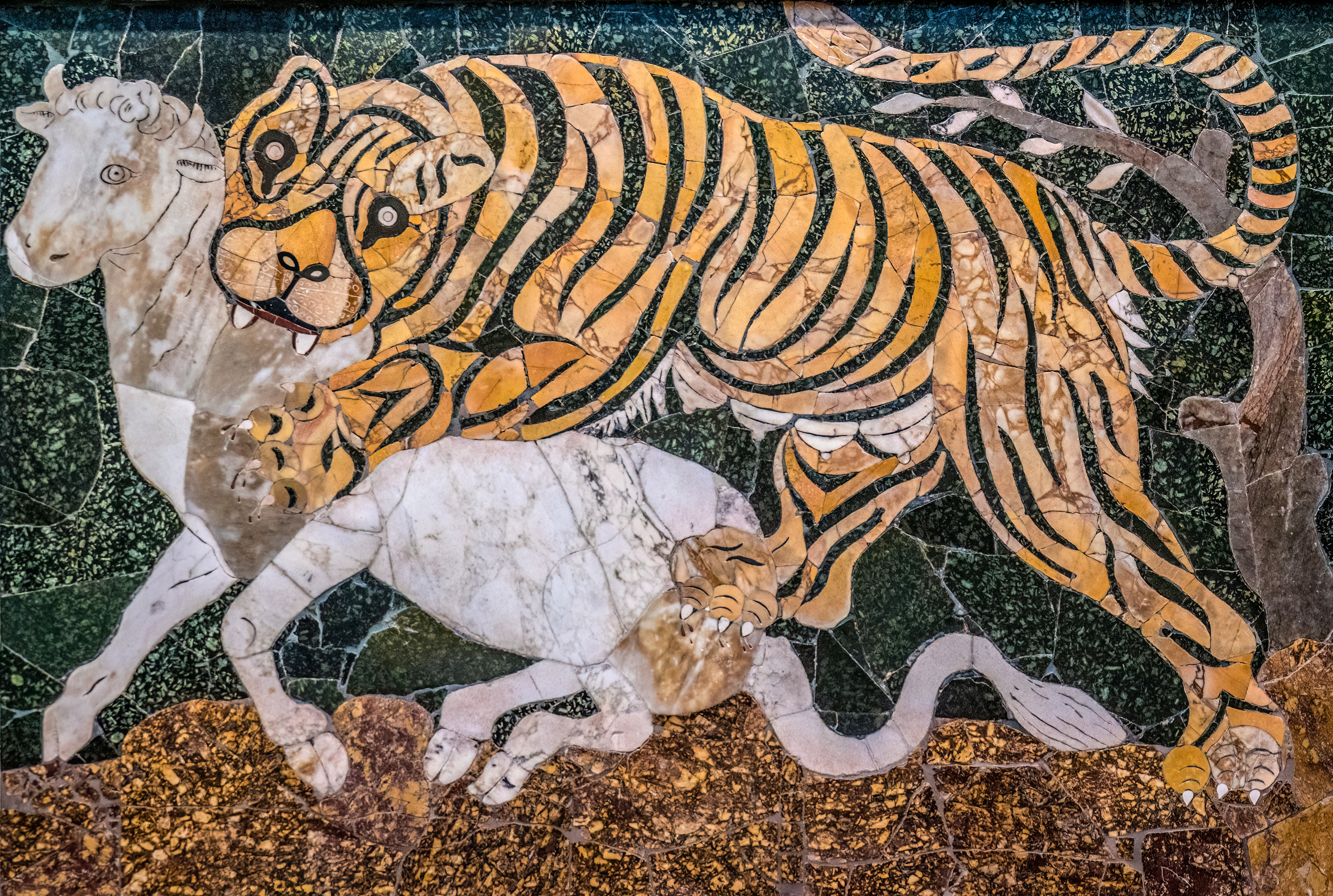
Тигр и телец
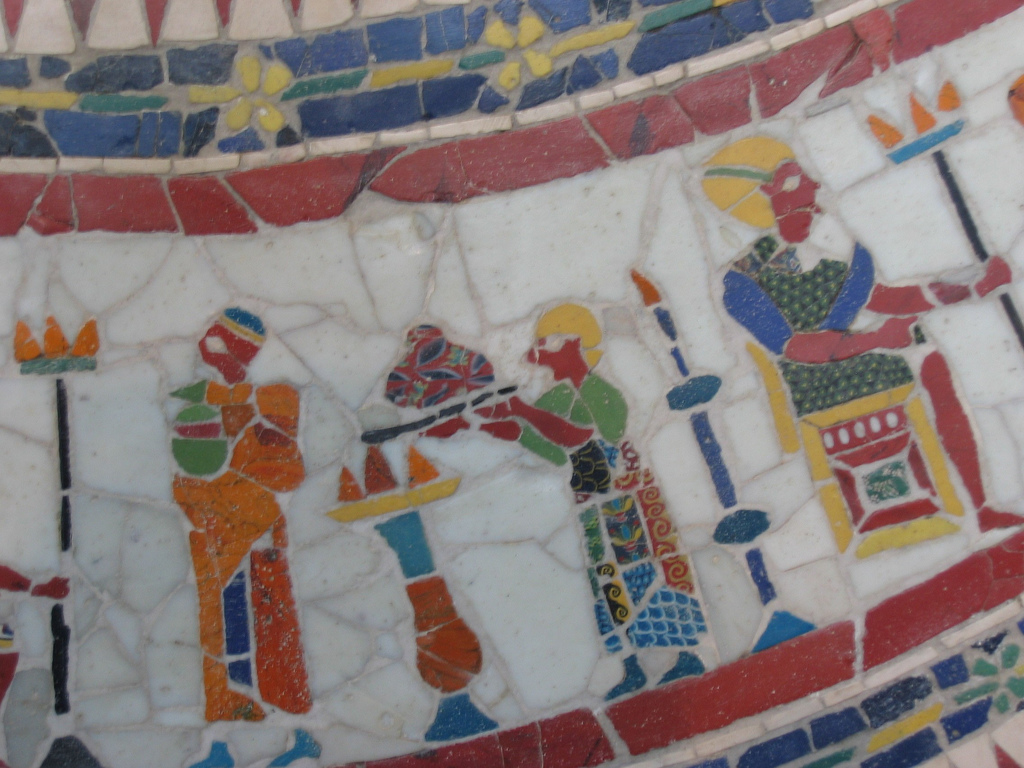
Декор в египетском стиле